# Cerc
Cerc es una localidad española del municipio de Alàs i Cerc, perteneciente a la provincia de Lérida, en la comunidad autónoma de Cataluña.

## Toponimia
El nombre del lugar puede encontrarse referido con las grafías Serch y Cerc.

## Historia
Hacia mediados del siglo XIX, el lugar, por entonces perteneciente a Ortadó, tenía contabilizada una población de 20 habitantes. Aparece descrito en el decimosexto volumen del Diccionario geográfico-estadístico-histórico de España y sus posesiones de Ultramar de Pascual Madoz de la siguiente manera:

SERCH: ald. en la prov. de Lérida (20 leg.), part. jud. y dióc. de Seo de Urgel (1/2), aud. terr. y c. g. de Barcelona (26), ayunt. de Ortadó. sit. en la pendiente de una sierra; su clima es frio pero sano. Tiene 7 casas; igl. anejo de Ges, en cuyo térm. esta enclavada esta ald. y buenas aguas potables. El terreno es de mala calidad y de secano. prod. y demas lo mismo que el referido Ges (V.). pobl.: 7 vec., 20 alm. contr.: con el ayunt.
(Madoz, 1849, p. 194)

## Demografía
| Gráfica de evolución demográfica de Serch entre 1842 y 1960 |
| |
| Población de derecho según los censos de población del INE Población de hecho según los censos de población del INEEn este censo se denominaba Ortado: 1842 En estos censos se denominaba Ortedó: 1857, 1860 y 1877 Entre el censo de 1857 y el anterior, crece el término del municipio porque incorpora a 255046 (La Bastida d'Ortons), 255181 (Ges), 255394 (Vilanova de Benar) Entre el censo de 1970 y el anterior, este municipio desaparece porque se integra en el municipio 25005 (Alás Serch) |

En la actualidad pertenece al municipio de Alàs i Cerc. En 2022, la entidad singular de población tenía empadronados 39 habitantes y el núcleo de población 28 habitantes.